# Liparetrus aulax
Liparetrus aulax är en skalbaggsart som beskrevs av Britton 1980. Liparetrus aulax ingår i släktet Liparetrus och familjen Melolonthidae. Inga underarter finns listade i Catalogue of Life.